# Saint-Georges-de-Montaigu
Saint-Georges-de-Montaigu is een plaats en voormalige gemeente in Frankrijk in het departement Vendée in de regio Pays de la Loire en telt 3521 inwoners (2004). De plaats maakt deel uit van het arrondissement La Roche-sur-Yon en van de commune nouvelle Montaigu-Vendée.

## Geschiedenis
De plaats ontstond aan de samenloop van de Petit en de Grand Maine. Durivum was een bloeiende Gallo-Romeinse nederzetting. Halfweg de 9e eeuw verschoof de belangrijkste woonkern onder druk van de invallen van de Vikingen naar het nabijgelegen Montaigu dat gelegen was op een goed verdedigbare rots.
Saint-Georges-de-Montaigu fuseerde op 1 januari 2019 met Boufféré, La Guyonnière, Montaigu en Saint-Hilaire-de-Loulay tot de commune nouvelle Montaigu-Vendée.

## Geografie
De oppervlakte van Saint-Georges-de-Montaigu bedraagt 33,8 km², de bevolkingsdichtheid is 104,2 inwoners per km².
De onderstaande kaart toont de ligging van Saint-Georges-de-Montaigu met de belangrijkste infrastructuur en aangrenzende gemeenten.

## Demografie
Onderstaande figuur toont het verloop van het inwonertal.
Boufféré · La Guyonnière · Montaigu · Saint-Georges-de-Montaigu · Saint-Hilaire-de-Loulay